# Babels
Babels es una red internacional de intérpretes y traductores voluntarios que nació del proceso del Foro Social Europeo (FSE) y cuyo principal objetivo es cubrir las necesidades de interpretación de los foros sociales. Es una red horizontal, no jerárquica, sin estructuras permanentes de ningún tipo.

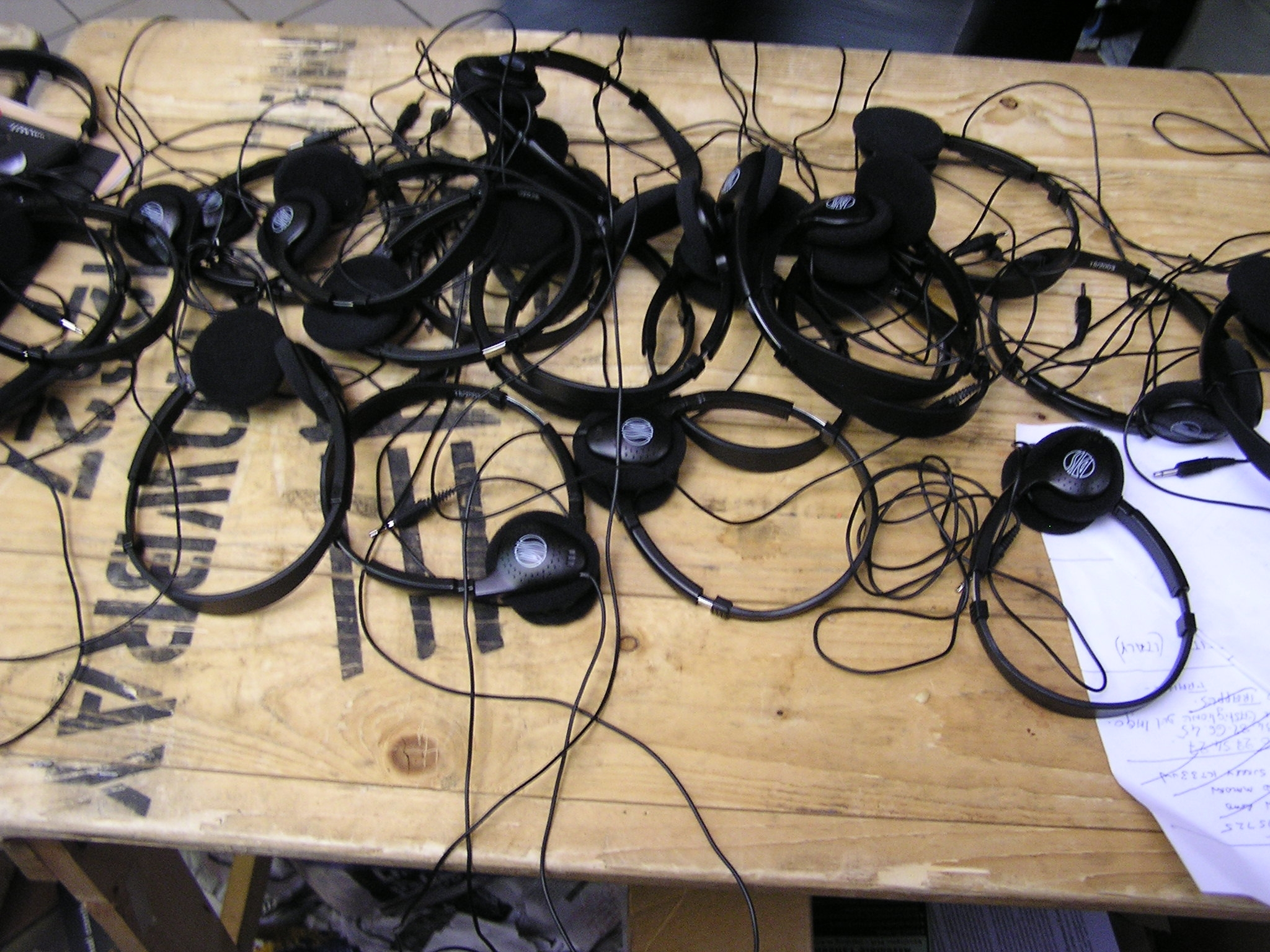
Auriculares para la interpretación simultánea en el FSE de Londres.

Babels se originó en el proceso de preparación para el FSE 2002, cuando se mantuvo una conferencia de izquierdas del movimiento antiglobalización en Florencia. Una pequeña red de 'activistas de la comunicación' asociados con ATTAC Francia propuso que la conferencia utilizara sólo voluntarios para interpretar los diferentes idiomas de los ponentes en las audiencias. Hubo debates acerca de la calidad de los traductores voluntarios, pero el coste de los traductores profesionales hizo que la decisión final se decantase por los voluntarios. Una llamada de última hora salió en busca de 600 personas, aunque finalmente acabaron alrededor de 350 intérpretes y traductores voluntarios para el Fórum. El grupo no tiene un espacio oficial para trabajar y a través de pequeñas donaciones, ha ocupado una torre medieval.
Después del primer FSE los organizadores de la traducción formaron grupos de Babels en Francia e Italia y también surgieron grupos en Alemania, el Reino Unido, y España. Estos grupos fueron a participar en contra de las conferencias del G8 en Evian y Annemasse.
Para el segundo FSE en París los organizadores entregaron a Babels un donativo de 200.000 libras, se facilitaron oficinas y les dejaron un periodo de preparación adecuado. Cerca de mil babelitos (traductores voluntarios de Babels) tomaron parte en la traducción.
Babels proporcionó traducciones para la versión mundial del FSE, Foro Social Mundial (FSM) en Bombay, el primer Foro Social de las Américas en Ecuador y el tercer FSE en Londres.
Babels se autodescribe como «no un proveedor de servicios lingüísticos» sino «un actor político» y no trabajarán en ningún proyecto a no ser que estén involucrados contribuyendo a la definición del proyecto con sus ideas o demandas.